# Бенчич, Йожеф
Йо́жеф Бе́нчич (венг. Bencsics József; 6 августа 1933, Сомбатхей, Ваш — 13 июля 1995, Будапешт) — венгерский футболист, играл на позиции нападающего.

## Биография

### Клубная карьера
Бенчич на ранних этапах карьеры играл за «Сомбатхей Гонвед» и «Сомбатхей Локомотив», в котором отыграл два сезона.
В 1956 году Бенчич перешёл в «Уйпешт», в котором отыграл четыре сезона, выиграв чемпионский титул 1960 года и дважды становился призёром чемпионата страны. Затем он перешёл в «Печ», который стал его последним клубом в чемпионате Венгрии.
В последующие годы играл за команды из низших дивизионов, завершил карьеру в 1968 году в клубе «Домбовар».

### Карьера в сборной
В составе сборной Венгрии сыграл два матча на чемпионате мира 1958 года, где в матче со сборной Мексики забил гол, а венгры выиграли матч со счётом 4:0. Всего за сборную Венгрии сыграл 8 матчей и забил один гол.

### Смерть
Скончался 13 июля 1995 года в Будапеште на 62-м году жизни.

## Достижения
«Уйпешт»
- Чемпион Венгрии (1) : 1959/60